# Vía Sindicato
Vía Sindicato (en catalán Carrer del Sindicat) es el nombre de una tradicional y concurrida calle comercial de Palma de Mallorca (Islas Baleares, España).

## Descripción
Siendo conocida por todos los palmesanos, se sitúa en el centro de la ciudad, comenzando en la Avenida de Alexandre Roselló y terminando en la plaza Mayor.
La calle, peatonal, está llena de comercios, reconocidas cafeterías y tabernas, por lo que siempre hay ciudadanos, forasteros y extranjeros transitándola, de compras o aprovechando su tiempo de ocio.
En realidad, y en la actualidad, aunque sustenta el nombre, la importancia de Sindicato se diluye entre la totalidad de las calles que conforman el Centro de Palma de Mallorca, ya que al estar en gran parte peatonalizado, constituye un espacio comercial muy atractivo para ciudadanos y visitantes.